# Seminole (Teksas)
Seminole je grad u američkoj saveznoj državi Teksas. Prema popisu stanovništva iz 2010. u njemu je živjelo 6.430 stanovnika.